# 芝原千弥子
芝原千弥子（日语：芝原チヤコ，1970年8月9日—）是日本埼玉縣出身的女性聲優。她配的主要角色多是有方言口音。

## 演出作品
- 麵包超人（小鵜鶘、小安哥拉兔〈第2代〉）
- 阿貴系列日語版（阿貴）
- 幸運女神 小不隆咚便利多多（喬西）
- 原子小金鋼（艦内人員）
- 猴王戰記五九（機槍兄弟B）
- 閃電十一人（綾野勇一）
- 犬夜叉（男子）
- 白色獵人（傑伊）
- 我家的三姊妹（莫普西）
- 元素高手（錢蒂妮）
- 學級王山崎（黑澤、三子、烏鴉）
- 偶像宣言（多拉涅格(第54話客串)）
- 源氏物語千年紀 Genji（女）
- 稻草人（皮耶爾）
- 星方武俠（伊拉卡）
- 決鬥王系列（難波金太郎）
- NANA（美加）
- 奇妙家庭變形豆（巴巴伯）
- Hyper Police（穆清院門前稻荷櫻）
- 爆球Hit! 轟烈彈珠人（西島サ）
- 爆走兄弟（尼耶米涅･史諾歐托羅祀薩、塔姆･皮聖提）
- 吸血鬼 HIPIRA（德魯恰、莎拉之母）
- 普利太 宇宙的友情大冒險（戲劇「交響情人夢」的劇中動畫、卡歐斯）
- 口袋怪物系列 （妙蛙種子、妙蛙草、喵喵 (神奇寶貝)）
- 呢間學校有古怪（巧比、安普）
- MÄR 魔法世界（戴夫）
- 妄想代理人
- 下課後（艾許莉·法尼西洛·史比娜莉、印度大師（吉米）、其他）
- 洛克人EXE系列 （卡特人、卡特人二郎）
  - 洛克人EXE AXESS（泡泡人）
- 魔法咪路咪路系列（東塔）
- 少年犯之七人（香菸攤老闆）
- 哆啦A夢 (大山羨代版)（疙瘩山豬）
- 庫洛魔法使：透明牌篇（李雪花）
- 半妖少女綺麗譚（三升）
- 為了女兒，我說不定連魔王都能幹掉。（溫婆婆／溫戴爾加爾特）

### 电视动画
2017年
- 名侦探柯南（女警）

### 電影動畫
- 庫洛魔法使劇場版：小櫻的香港之旅（李雪花）
- 東京教父
- 阿貴的家族電影版：雀兒喜的逆襲／阿貴和魔法的鐵鎚 （阿貴）

### OVA
- 草莓百分百 〜櫻海学園外出編〜（英語教師）
- 非常偶像Key（鬱瀬美浦）
- 教科書沒教的事情!（小菅咲）

### 遊戲
- 亞克傳承系列（優塔魯諾・亞魯魯・哥・多帕多・米魯曼）
- 風之少年沙灘排球 最強隊伍決定戰!（琪普魯）
- 戀上細菌？?（托托）
- 朧月都市
- 火魅子傳 〜恋解〜（清瑞）

### 特攝片
- 假面騎士Black（女高中生）
- 超獸戰隊（第14話）

## 外部連結
- 官網